# Xanthopastis antillium
Xanthopastis antillium là một loài bướm đêm trong họ Noctuidae.